# Cona
Cona és un municipi italià, dins de la ciutat metropolitana de Venècia. L'any 2007 tenia 3.240 habitants. Limita amb els municipis d'Agna (PD), Cavarzere, Chioggia i Correzzola (PD).

## Administració
| Període | Identitat  | Partit         |
| ------- | ---------- | -------------- |
| 2007-   | Anna Berto | Centreesquerra |